# アリー my Love (第2シーズン)
テレビドラマ『アリー my Love』の第2シーズン全23話は、アメリカ合衆国では1998年9月14日から1999年5月24日にかけて放送された。1999年3月22日に、Foxは第2シーズンが終了した直後にビル・マーがインタビューした特別番組 Life and Trials of Ally McBeal を放送した。この特別番組の製作は別の会社が行っていた。第2シーズン全体は、前シーズン同様に月曜日の午後9時から放送された。
6枚組のDVDボックスセット Ally McBeal: Season Two 2002年10月7日に発売された。
第2シーズンはアメリカ合衆国で平均で1380万人の視聴者を獲得し、その年の全てのテレビ番組の中で20位となった。これは『アリー my Love』全シーズンの中で最高の順位だった。
第51回プライムタイム・エミー賞で番組は作品賞 (コメディ・シリーズ部門)、エピソード「愛は幻」に対する音響賞（コメディ・シリーズ/スペシャル部門）およびエピソード「忍びあい」でトレイシー医師を演じたトレイシー・ウルマンに対するゲスト賞（コメディ・シリーズ部門）の3部門のエミー賞を受賞した。第56回ゴールデングローブ賞で、シリーズの2年目でテレビ作品賞（ミュージカル・コメディ部門）を受賞した。

## スタッフ
このシーズンは20世紀フォックス ホーム エンターテイメントとデビッド・E・ケリー・プロダクションによって製作された。単独のエグゼクティブ・プロデューサーは原案者のデビッド・E・ケリーがつとめ、ケリーは前シーズン同様にシェリー・ランドーと共作したエピソード「罪作りな視線」を含む全23話の脚本も担当した。ジョナサン・ポンテル とジェフリー・クレイマーが副エグゼクティブ・プロデューサーをつとめた。

## 配役
第2シーズンでは香盤表に10人の主要な役柄が記載された。アリー・マクビール役のキャリスタ・フロックハート、リチャード・フィッシュ役のグレッグ・ジャーマン、ジョン・ケイジ役のピーター・マクニコル、エレイン・バッセル役のジェーン・クラコウスキー、レネ・ラディック役のリサ・ニコル・カールソン、ビリー・トーマス役のギル・ベローズ、ジョージア・トーマス役のコートニー・ソーン＝スミスは全員第2シーズンにも出演した。前シーズンでリカーリング出演したヴォンダ・シェパードは、前シーズンでほぼ全エピソードに出演したあとでレギュラーに昇格した。
ルーシー・リューとポーシャ・デ・ロッシは、リン・ウー役とネル・ポーター役で出演し、シーズン当初はエピソード「汚れなき魂」まではリカーリングだったが、その後レギュラーに昇格した。ルーシー・リューは元々はネル役でオーディションを受けたが、デビッド・E・ケリーはリューのために全く新しいキャラクターを作り出した。
ウィッパー・コーン判事役のダイアン・キャノン、シーモア・ウォルシュ判事役のアルバート・ホール、リサ・ノウルズ役のジェニファー・ホリデー、ハッピー・ボイル判事役のフィル・リーズ、グレッグ・バターズ医師役のジェシー・L・マーティン、マーク・ニューマン牧師役のハリソン・ペイジ、トレイシー・クラーク医師役のトレイシー・ウルマン、ヴォンダ・シェパードのバックコーラスシンガー役のレネイ・エリース・ゴールズベリイ、ヴェイトリーナ・キングおよびサイ・スミスなどの、第1シーズンの脇役たちも第2シーズンに出演した。第2シーズンにはアリーの代理セラピスト役を演じたブルース・ウィリスと、本人役で出演したバリー・ホワイトの二人の有名人も出演した。

## エピソード
| 話数 (通算) | サブタイトル         | 原題                         | 監督                     | 脚本                                | 放送日         | 製作 記号 | 視聴者数 (100万人) |
| --- | -------------------- | ---------------------------- | ------------------------ | ----------------------------------- | -------------- | --------- | ------------------ |
| 1 (24) | 切ない現実           | The Real World               | ジョナサン・ポンテル     | デビッド・E・ケリー                 | 1998年9月14日  | 2M01      | 14.82              |
| フィッシュとケイジは新しいアソシエイトとして「絶対零度のネル」ことネル・ポーターを雇う。ジョンはネルに惹かれていることをアリーに打ち明ける。アリーとジョンは16歳の少年と性的関係を持った30代後半の女性の弁護を担当する。 |                      |                              |                          |                                     |                |           |                    |
| 2 (25) | 彼女のやり方         | They Eat Horses, Don't They? | メル・ダムスキ           | デビッド・E・ケリー                 | 1998年9月21日  | 2M02      | 13.25              |
| ネルの友人でクライアントのリン・ウーは、放送中に性的な発言をしたラジオDJを訴えるが、アリーへの反発から、法的な戦術としてえ訴訟を取り下げる。ジョージアとジョンは、馬肉を提供した後で二人のクライアントから訴えられたレストランオーナーの弁護を担当する。 |                      |                              |                          |                                     |                |           |                    |
| 3 (26) | 別れの真相           | Fool's Night Out             | ピーター・マクニコル     | デビッド・E・ケリー                 | 1998年9月28日  | 2M03      | 15.03              |
| リンは、自分のクリニックの看護師の自然な乳房を自身のインプラントの成果だと偽った美容外科医を訴える。ジョージアは、この裁判にビリーが関わることに動揺する。アリーは、聖歌隊リーダーとの関係を断ち切られたあとで、彼女に攻撃的な歌を歌われるようになった牧師の代理人をつとめる。 |                      |                              |                          |                                     |                |           |                    |
| 4 (27) | 男と女の処世術       | It's My Party                | ジェイス・アレクサンダー | デビッド・E・ケリー                 | 1998年10月19日 | 2M04      | 14.49              |
| アリーは、女性に対する性的な観点を理由に解雇されたフェミニスト雑誌の編集者であるジョージ・マディソンを弁護する。アリーはジョージに惹かれるが、エレインが自分とジョージが付き合っていることを仄めかす。アリーは法廷でミニスカートをはくことを止めるように判事に求められるがそれを拒否し、法廷侮辱罪で拘束される。アリーはディナーパーティーを開くが、女性の権利をめぐる議論が勃発し、無政府状態になってしまう。 |                      |                              |                          |                                     |                |           |                    |
| 5 (28) | 友達の恋人           | The Story of Love            | トム・ムーア             | デビッド・E・ケリー                 | 1998年10月26日 | 2M05      | 13.85              |
| アリーは、ボーイフレンドを盗んだことで親友に腹を立てている若い女性と喧嘩した後で逮捕される。アリーはその女性を法廷で弁護することに同意するが、その女性が弁護士を解雇する傾向にあることに気づく。ジョージはアリーに興味を示し始めるが、エレインがアリーにジョージとデートしないように懇願する。ジョンは競技会のために訓練しているペットのアマガエルのステファンを事務所に持ち込む。                             |                      |                              |                          |                                     |                |           |                    |
| 6 (29) | 忘れられない人       | World's Without Love         | アーヴィン・ブラウン     | デビッド・E・ケリー                 | 1998年11月2日  | 2M07      | 14.48              |
| レネは、現在は結婚している昔の恋人のマットとぶつかり、マットが自分にとっての「ビリー」だと気づく。アリーは、独身の誓いを破ったために修道会から離れることを余儀なくされた修道女の代理人となる。ジョンは便器にいたステファンを見失い、カエルを見てパニックに陥ったジョージアとネルがステファンを負傷させて昏睡状態に陥れる。                                                                                     |                      |                              |                          |                                     |                |           |                    |
| 7 (30) | 突然の旅立ち         | Happy Trails                 | ジョナサン・ポンテル     | デビッド・E・ケリー                 | 1998年11月9日  | 2M08      | 14.85              |
| ジョンとリチャードは、それぞれの恋愛関係で初めてのキスをすることに神経質になる。 ステファンは回復し、窓から飛び出したところをリンに救われる。しかし、中華料理店で取り違いがあり、ジョン、リン、そして彼らの友人たちは知らずにステファンを食べてしまう。弁護士たちはハッピー・ボイル判事の急逝を悼む。 |                      |                              |                          |                                     |                |           |                    |
| 8 (31) | 罪作りな視線         | Just Looking                 | ヴィンセント・ミシアーノ | デビッド・E・ケリー & Shelly Landau | 1998年11月16日 | 2M09      | 14.57              |
| ネル、アリー、ジョージアは、所有する泥レスクラブがポルノグラフィだとを訴えられたリンの弁護をする。ジョンとリチャードは、調査のために泥レスクラブに潜入する。アリーはジョージアの旧友で、対立する地元議員のレイとデートする。 |                      |                              |                          |                                     |                |           |                    |
| 9 (32) | 決めつけないで       | You Never Can Tell           | アダム・ニモイ           | デビッド・E・ケリー                 | 1998年11月23日 | 2M06      | 15.31              |
| リンは、男性従業員が自分について性的な関心を持っていると主張したので従業員を訴える。レネがアリーをブラインドデートに誘うが、アリーがボーリングのボールに指を挟まれて悲惨な結果になる。ネルもジョンをデートに誘うが、同じように悲惨な結末を迎える。 |                      |                              |                          |                                     |                |           |                    |
| 10 (33) | 汚れなき魂           | Making Spirits Bright        | ピーター・マクニコル     | デビッド・E・ケリー                 | 1998年12月14日 | 2M10      | 15.08              |
| リチャードはユニコーンを見たとために解雇されたと主張するクライアントを弁護する。アリーも若い頃にユニコーンを見たことがあるので、彼との間に絆を見出す。レネとマットは二人の関係を次の段階に引き上げるが、レネはマットがまだ妻と別れておらず、妻が妊娠していることを知る。 |                      |                              |                          |                                     |                |           |                    |
| 11 (34) | 夢で会えたら         | In Dreams                    | アレックス・グレイヴス   | デビッド・E・ケリー                 | 1999年1月11日  | 2M11      | 15.36              |
| アリーが好きな学生時代の教師が末期の病気にかかっており、残りの人生を薬物による昏睡状態で過ごす権利を望んでいる。ネルはジョンと別れ、セックスをしなかったのでジョンがゲイだと思っているとリチャードに告げる。 |                      |                              |                          |                                     |                |           |                    |
| 12 (35) | 愛の賞味期限         | Love Unlimited               | デニー・ゴードン         | デビッド・E・ケリー                 | 1999年1月18日  | 2M12      | 16.72              |
| アリーは、9年間連れ添った夫が、結婚時に正気ではなかったという理由で婚姻の取消しを望んでいる女性を弁護する。ジョンとアリーは、二人とも恋愛生活が上手くいかないことから一緒にセラピーに参加する。 |                      |                              |                          |                                     |                |           |                    |
| 13 (36) | 天使と飛行船         | Angels And Blimps            | メル・ダムスキ           | デビッド・E・ケリー                 | 1999年2月8日   | 2M13      | 14.75              |
| グレッグに会いに病院に行ったときに、アリーは白血病の小さな男の子に出会う。彼は神を訴えたいと思っているが、アリーがそれは不可能だと告げると、リンが自分には彼を助けることを明らかにする。ジョンとリチャードは、妻と恋人を殺そうとした男の代理をつとめる。 |                      |                              |                          |                                     |                |           |                    |
| 14 (37) | あの日に帰りたい     | Pyramids On The Nile         | エロディ・キーン         | デビッド・E・ケリー                 | 1999年2月15日  | 2M14      | 15.13              |
| リチャードはリンを雇うことに同意し、ネルを除く事務所全体が戸惑う。ネルとジョンはデートしているという理由で解雇されたカップを弁護する。ビリーはいまだにアリーに気持ちが向いていることを認める。アリーとビリーはキスをする。 |                      |                              |                          |                                     |                |           |                    |
| 15 (38) | 忍びあい             | Sideshow                     | アレックス・グレイヴス   | デビッド・E・ケリー                 | 1999年2月22日  | 2M15      | 16.94              |
| アリーは、ビリーとのキスで取り乱している自分に気が付く。ビリーはアリーのセラピーに同席することに同意するが、これがアリーの混乱を助長する。 |                      |                              |                          |                                     |                |           |                    |
| 16 (39) | キスの代償           | Sex, Lies, And Politics      | アーリーン・サンフォード | デビッド・E・ケリー                 | 1999年3月1日   | 2M16      | 16.01              |
| ジョンとリンはポルノグラフィを販売したと虚偽の告発を行って失業させた上院議員を書店経営者を助ける。アリーは、ビリーとのキスにこだわり、ジョージアに打ち明けたいという衝動に苦しむ。 |                      |                              |                          |                                     |                |           |                    |
| 17 (40) | 愛をめぐる内戦       | Civil Wars                   | ビリー・ディクソン       | デビッド・E・ケリー                 | 1999年4月5日   | 2M17      | 14.25              |
| ジョージアがキスについて勘づき、噂が事務所中に広まる。アリーとジョンは、デートレイプ事件を巡って法廷でリチャードおよびジョージアと対立する。ジョージアとアリーの間の緊張が高まり、二人はトイレでリンとネルを巻き込んで争い、その様子をエレインが撮影する。 |                      |                              |                          |                                     |                |           |                    |
| 18 (41) | 虚無と執着           | Those Lips, That Hand        | アーリーン・サンフォード | デビッド・E・ケリー                 | 1999年4月19日  | 2M18      | 15.19              |
| アリーとジョンは、死亡した妻の手を形見として切り落とした男の代理人を務めるが、彼は妻の死を引き起こしたとして非難されている。リチャードは、リンが自分と一緒に眠ることを拒んだので彼女と別れる。ビリーとジョージアは結婚生活を修復し、バーコードヘアが理由で解雇された男性を弁護する。 |                      |                              |                          |                                     |                |           |                    |
| 19 (42) | 女の敵は女？         | Let's Dance                  | ベン・ルウィン           | デビッド・E・ケリー                 | 1999年4月26日  | 2M19      | 15.96              |
| エレインは、ダンスのパートナーが協議会の前に怪我をしたことで、リンが代わりに踊ることを申し出るまで動揺する。ジョン、リチャードおよびネルは出産休暇をとった後で差別されたと主張する女性に対して、他所の法律事務所を弁護する。アリーは、ビリーとジョージアのセラピーのセッションに参加することを同意する。 |                      |                              |                          |                                     |                |           |                    |
| 20 (43) | 傷付きたくない症候群 | Only The Lonely              | ヴィンセント・ミシアーノ | デビッド・E・ケリー                 | 1999年5月3日   | 2M20      | 13.26              |
| エレインは、発明品の一つであるフェイス・ブラをインフォマーシャルで販売し始めたが、アイデアを従姉妹のマーサから盗んだと主張する叔母から訴えられる。アリーは、グレッグをデートに誘うが、職場の病院に行った時に別の女性と一緒にいるのを見てしまう。 |                      |                              |                          |                                     |                |           |                    |
| 21 (44) | ジェラシーは緑色     | The Green Monster            | マイケル・シュルツ       | デビッド・E・ケリー                 | 1999年5月10日  | 2M21      | 16.33              |
| リチャードとジョンは夫のポルシェの上にグランドピアノを落とした女性の弁護をする。ジョージアは職場で露出度の高い服を着て仕事をするようになり、周囲の男性の注目を集め、ビリーに嫉妬させる。 |                      |                              |                          |                                     |                |           |                    |
| 22 (45) | 愛は幻               | Love's Illusions             | アラン・アーカッシュ     | デビッド・E・ケリー                 | 1999年5月17日  | 2M22      | 16.09              |
| アリーは子供の頃の奇妙な夢を見始める。妻が想像上の男性にラブレターを書いていることを知った後で、男性が妻を詐欺で訴えている訴訟に取り組む。リンとリチャードは関係を次のレベルに引き上げ、ビリーとジョージアは性生活に刺激を与えようとする。 |                      |                              |                          |                                     |                |           |                    |
| 23 (46) | 会える日を信じて     | I Know Him By Heart          | ジョナサン・ポンテル     | デビッド・E・ケリー                 | 1999年5月24日  | 2M23      | 14.94              |
| アリーは、リチャードに励まされるまで自分の恋愛生活について落ち込み続ける。アリーとレネは、ぴったりの男性が見つかるまでできるだけ多くのデートをすることにする。 |                      |                              |                          |                                     |                |           |                    |